# Itapicuru (Bahia)
Itapicuru is een gemeente in de Braziliaanse deelstaat Bahia. De gemeente telt 32.563 inwoners (schatting 2009).

## Aangrenzende gemeenten
De gemeente grenst aan Cipó, Crisópolis, Nova Soure, Olindina, Ribeira do Amparo, Rio Real, Poço Verde (SE), Tobias Barreto (SE) en Tomar do Geru (SE).